# Listă de conducători de stat din 1854
1850 - 1851 - 1852 - 1853 - 1854 - 1855 - 1856 - 1857 - 1858
Aceasta este o listă a conducătorilor de stat din anul 1854:

## Europa
- Anglia: Victoria (regină din dinastia de Hanovra, 1837-1901)
- Austria: Francisc Iosif (împărat din dinastia de Habsburg-Lorena, 1848-1916; totodată, rege al Cehiei, 1848-1916; totodată, rege al Ungariei, 1848/1867-1916)
- Bavaria: Maximilian al II-lea Josef (rege din dinastia de Wittelsbach, 1848-1864)
- Belgia: Leopold I (rege din dinastia de Saxa-Coburg, 1831-1865)
- Cehia: Francisc Iosif (rege din dinastia de Habsburg-Lorena, 1848-1916; totodată, împărat al Austriei, 1848-1916; totodată, rege al Ungariei, 1848/1867-1916)
- Danemarca: Frederik al VII-lea (rege din dinastia de Oldenburg, 1848-1863)
- Elveția: Friedrich Frey-Herosee (președinte, 1854, 1860)
- Franța: Ludovic Napoleon Bonaparte (Napoleon al III-lea) (președinte, 1848-1870; împărat, din 1852)
- Grecia: Otto (Friedrich Ludwig) (rege din dinastia de Bavaria, 1833-1862)
- Imperiul otoman: Abdul-Medjid I (sultan din dinastia Osmană, 1839-1861)
- Liechtenstein: Alois al II-lea (principe, 1836-1858)
- Luxemburg: Wilhelm al III-lea (mare duce din dinastia de Orania-Nassau, 1849-1890; totodată, rege al Olandei, 1849-1890)
- Modena: Francesco al V-lea (duce din dinastia de Habsburg-Lorena, 1846-1859)
- Moldova: Grigore Alexandru Ghica (domnitor, 1849-1853, 1854-1856)
- Monaco: Florestan (principe, 1841-1856)
- Muntenegru: Danilo al II-lea (vlădică din dinastia Petrovic-Njegos, 1851-1860; principe, din 1852)
- Olanda: Wilhelm al III-lea (rege din dinastia de Orania-Nassau, 1849-1890; totodată, mare duce de Luxemburg, 1849-1890)
- Parma: Carol al III-lea (duce din dinastia de Bourbon, 1849-1854) și Robert I (duce din dinastia de Bourbon, 1854-1859)
- Portugalia: Pedro al V-lea (rege din dinastia de Braganca-Saxa-Coburg-Gotha-Kohary, 1853-1861)
- Prusia: Frederic Wilhelm al IV-lea (rege din dinastia de Hohenzollern, 1840-1861)
- Rusia: Nicolae I Pavlovici (împărat din dinastia Romanov-Golstein-Gottorp, 1825-1855)
- Sardinia: Vittorio Emmanuele al II-lea (rege din casa de Savoia, ramura Carignan, 1849-1861; ulterior, rege al Italiei, 1861-1878)
- Saxonia: Frederic August al II-lea (Albert Marie Klemens Josef Vinzenz Alois Nepomuk Johann Baptist Nikolaus Rafael Peter Xaver Franz de Paul Vinentius Felix) (rege din dinastia de Wettin, 1836-1854) și Johann (Nepomuk Marie Josef Anton Xaver Vinzenz Ludwig Franz de Paula Stanislaus Bernhard Paul Felix Damasus) (rege din dinastia de Wettin, 1854-1873)
- Serbia: Aleksandru (principe din dinastia Karagheorghevic, 1842-1858)
- Sicilia: Ferdinand al II-lea Bomba (rege din dinastia de Bourbon, 1830-1859)
- Spania: Isabela a II-lea (regină din dinastia de Bourbon, 1833-1868)
- Statul papal: Pius al IX-lea (papă, 1846-1878)
- Suedia: Oskar I (rege din dinastia Bernadotte, 1844-1859)
- Toscana: Leopold al II-lea (mare duce din dinastia de Habsburg-Lorena, 1824-1859)
- Transilvania: Karl Borromaeus Schwarzenberg (guvernator, 1851-1858)
- Țara Românească: Barbu Știrbei (domnitor, 1849-1853, 1854-1856)
- Ungaria: Francisc Iosif (rege din dinastia de Habsburg-Lorena, 1848/1867-1916; totodată, împărat al Austriei, 1848-1916; totodată, rege al Cehiei, 1848-1916)

## Africa
- Așanti: Kwaku Dua I (așantehene, 1834-1867)
- Bagirmi: Abd al-Kadir al II-lea (mbang, 1846-1858)
- Barotse: Sekeletu (litunga, 1851-1863)
- Benin: Adolo (obba, cca. 1850-1888)
- Buganda: Suna al II-lea (kabaka, 1824-1856)
- Bunyoro: Kyebambe al IV-lea (Kamurasi) (mukama, cca. 1852-1869)
- Burundi: Mwezi al IV-lea Gisaabo (mwami din a patra dinastie, 1852-1908)
- Dahomey: Gezo (Gankpe) (rege, 1818-1858)
- Darfur: Muhammad Hussain ibn Muhammad Fadl (sultan, 1838/1839-1873)
- Egipt: Abbas I Hilmi Pașa (conducător, 1848/1849-1854) și Muhammad Said Pașa (conducător, 1854-1863)
- Ethiopia: Sahla Dengel (împărat, 1832-1840, 1842-1855)
- Imerina: Ranavalona I (Ramavo) (regină, 1828-1861)
- Imperiul otoman: Abdul-Medjid I (sultan din dinastia Osmană, 1839-1861)
- Kanem-Bornu: Abd ar-Rahman ibn Muhammad (uzurpator, 1853-1854) și Umar ibn Muhammad (șeic din dinastia Kanembu, 1837-1853, 1854-1880)
- Lesotho: Moshoeshoe I (rege, 1818/1820-1870)
- Liberia: Joseph Jenkins Roberts (președinte, 1848-1856, 1872-1876)
- Lunda: Mulaji al II-lea (a Mbala) (mwato-yamvo, 1852-1857)
- Maroc: Moulay Abd ar-Rahman ibn Hișam (sultan din dinastia Alaouită, 1822-1859)
- Munhumutapa: Kataruza (rege din dinastia Munhumutapa, 1835-1868)
- Oyo: Atiba (rege, cca. 1836-1859)
- Rwanda: Yuhi al IV-lea Gahindiro (rege, cca. 1830-cca. 1860)
- Swaziland: Mswati (Mdvuso) (rege din clanul Ngwane, 1840-1868)
- Tunisia: Ahmad I ibn Mustafa (bey din dinastia Husseinizilor, 1837/1838-1855)
- Wadai: Muhammad Șarif ibn Saleh (sultan, 1835-1858)

## Asia

### Orientul Apropiat
- Afghanistan: Dost Muhammad Khan (suveran din dinastia Barakzay, 1826-1839, 1842-1863)
- Arabia: Faisal I ibn Turki (imam din dinastia Saudiților/Wahhabiților, 1834-1838, 1843-1865)
- Bahrain: Muhammad I ibn al-Khalifah (II) (emir din dinastia al-Khalifah, 1843-1868, 1869)
- Iran: Nasir ad-Din (șah din dinastia Kajarilor, 1848-1896)
- Imperiul otoman: Abdul-Medjid I (sultan din dinastia Osmană, 1839-1861)
- Kuwait: Jabir I ibn Abdallah (emir din dinastia as-Sabbah, 1812-1859)
- Oman: Said ibn Sultan (imam din dinastia Bu Said, 1806-1856)
- Yemen, statul Sanaa: al-Mansur Muhammad (imam, 1853-1890)

### Orientul Îndepărtat
- Atjeh: Mansur Șah (sultan, 1836-1870)
- Birmania, statul Toungoo: Mindon Min (rege din dinastia Alaungpaya, 1853-1878)
- Brunei: Abdul Mumin (sultan, 1852-1885)
- Cambodgea: Preah Ang Duong (Nho Ong Don, Samdech Preah Harirak Reamea Esora Thippadey) (rege, 1842/1845-1859)
- China: Wenzong (Yizhu) (împărat din dinastia manciuriană Qing, 1851-1861)
- Coreea, statul Choson: Ch'oljong (Yi Chung) (rege din dinastia Yi, 1849-1863)
- India: James Andrew Broun (guvernator general, 1848-1856)
- India, statul Moghulilor: Siraj ad-din Bahadur Șah al II-lea (împărat, 1837-1858)
- Japonia: Komei (împărat, 1847-1866) și Iesada (principe imperial din familia Tokugaua, 1853-1858)
- Laos, statul Champassak: interregnum (1852-1856)
- Laosul superior: Tiantharat (Chantha Kuman) (rege, 1851-1870)
- Maldive: Imad ad-Din Muhammad al III-lea (sultan, 1834-1882)
- Mataram (Jogjakarta): Abd ar-Rahman Amangkubuwono al V-lea (Menol) (sultan, 1822-1826, 1828-1855)
- Mataram (Surakarta): Pakubowono al VII-lea (Purabaya) (sultan, 1830-1858)
- Nepal, statul Gurkha: Surendra Bikram Șah Bahadur Șamșir Jang (rege, 1847-1881)
- Rusia: Nicolae I Pavlovici (împărat din dinastia Romanov-Golstein-Gottorp, 1825-1855)
- Thailanda, statul Ayutthaya: Pra Chomklao Chaoyuhua (Mongkut, Rama al IV-lea) (rege din dinastia Chakri, 1851-1868)
- Tibet: bLo-bzang mKhas-grub rgya-mtsho (dalai lama, 1841-1855)
- Vietnam: Tu Duc (Nguyen Duc-Tong) (împărat din dinastia Nguyen, 1848-1883)

## America
- Argentina: Justo Jose de Urquiza (director, 1852-1860; președinte, din 1854)
- Bolivia: Manuel Isidoro Belzu (președinte, 1848-1855)
- Brazilia: Pedro al II-lea (împărat din dinastia de Braganca, 1831-1889)
- Chile: Manuel Montt (președinte, 1851-1861)
- Columbia: Jose Maria Obando (președinte, 1853-1854), Jose Maria Melo (dictator, 1854) și Jose de Obaldia (vicepreședinte, 1854-1855)
- Costa Rica: Juan Rafael Mora Porras (președinte, 1849-1859)
- Republica Dominicană: Pedro Santana (președinte, 1844-1848, 1853-1856, 1859-1861)
- Ecuador: Jose Maria Urbina Viteri (conducător suprem, 1851-1856)
- El Salvador: Francisco Duenas (președinte, 1851, 1851-1852, 1852-1854, 1856, 1856, 1863-1871), Vicente Gomez (președinte, 1854), Jose Maria San Martin y Ulloa (președinte, 1854, 1854-1856) și Mariano Hernandez (președinte, 1854)
- Guatemala: Rafael Carrera (președinte, 1844-1848, 1851-1865)
- Haiti: Faustin Soulouque (Faustin I) (președinte, 1847-1859; împărat, din 1849)
- Honduras: Jose Trinidad Cabanas (președinte, 1852-1853, 1854-1855)
- Mexic: Antonio Lopez de Santa-Anna (președinte, 1833-1835, 1841-1842, 1843, 1844, 1846-1847, 1847, 1853-1855)
- Nicaragua: Frutos Chamorro (președinte, 1853-1855)
- Paraguay: Carlos Antonio Lopez (consul, 1841-1862; dictator, din 1844)
- Peru: Jose Rufino Echenique (președinte, 1851-1855)
- Statele Unite ale Americii: Franklin Pierce (președinte, 1853-1857)
- Uruguay: Venancio Flores (președinte, 1854-1855, 1865-1868)
- Venezuela: Jose Gregorio Monagas (președinte, 1851-1855)

## Oceania
- Hawaii: Kamehameha al III-lea (Kauikeauoli) (rege, 1825-1854) și Kamehameha al IV-lea (Alexander Liholiho) (rege, 1854-1863)
- Noua Zeelandă: Robert Henry Wynyard (administrator, 1854-1855)
- Tonga: George Tupou I (rege, 1845-1893)